# الائتلاف الوطني العراقي
الائتلاف الوطني العراقي أو التحالف الوطني الشيعي هو تحالف سياسي عراقي أعلن عن تشكيله رئيس الوزراء الأسبق إبراهيم الجعفري يوم الإثنين 24 اغسطس 2009 خاض إنتخابات البرلمان العراقي 2010 و2014.
يعتبر التحالف الوطني مكملا للائتلاف العراقي الموحد، الذي كان يضم معظم التيارات الشيعية في البلاد . ويضم كلا من ائتلاف دولة القانون بزعامة نوري المالكي و تيار الحكمة الوطني بزعامة عمار الحكيم و المجلس الإسلامي الأعلى بزعامة همام حمودي و حزب الإصلاح بزعامة الجعفري و التيار الصدري بزعامة مقتدى الصدر ومنظمة بدر بزعامة هادي العامري وحزب الفضيلة وكتلة مستقلون بالإضافة إلى شخصيات أخرى . أعلن الجعفري خلال مؤتمره الصحفي أن التجمع الجديد ينبذ الطائفية، مع أن الغالبية العظمى من أعضائه شيعة.